# Szpiglasowa Grań
Die Szpiglasowa Grań (slowakisch Hrubý hrebeň, deutsch Liptauer Grat) ist ein Bergmassiv in der Hohen Tatra in der Woiwodschaft Kleinpolen und Gemeinde Bukowina Tatrzańska (Polen) und Prešovský kraj und Stadt Vysoké Tatry (Slowakei) mit einer Maximalhöhe von 2172 m n.p.m. im Szpiglasowy Wierch. Auf dem Grat, der einen Teil des Hauptkamms der Tatra darstellt, verläuft die polnisch-slowakische Grenze.

## Lage und Umgebung
Unterhalb des Massivs liegen die Täler Temnosmrečinská dolina und Dolina Rybiego Potoku, konkret sein Hängetal Dolina za Mnichem. Das Massiv grenzt über den Bergpass Wrota Chałubińskiego an das Massiv der Mięguszowieckie Szczyty im Osten.
Der Kamm des Massivs verläuft von Westen nach Osten wie folgt:
- Gipfel Szpiglasowy Wierch (slowakisch Hrubý štít) – 2172 m ü.N.N.
- Bergpass Wyżnie Szpiglasowe Wrótka (slowakisch Hrubá štrbina) – 2135 m ü.N.N.
- Gipfel Szpiglasowa Czuba (slowakisch Malý Hrubý štít) – 2160 m ü.N.N.
- Bergpass Pośrednie Szpiglasowe Wrótka (slowakisch Západná Deravá štrbina) – ok. 2110 m ü.N.N.
- Gipfel Szpiglasowy Ząb (slowakisch Hrubý zub) – 2120 m ü.N.N.
- Bergpass Szpiglasowa Szczerbina (slowakisch Hrubá štrbinka) – 2115 m ü.N.N.
- Gipfel Szpiglasowa Turniczka (slowakisch Deravá vežička) – 2125 m ü.N.N.
- Bergpass Niżnie Szpiglasowe Wrótka (slowakisch Východná Deravá štrbina) – 2100 m ü.N.N.
- Gipfel Dziurawa Czuba (slowakisch Deravá veža) – 2155 m ü.N.N.
- Bergpass Głaźne Wrótka (slowakisch Krivé sedlo) – 2090 m ü.N.N.
- Gipfel Głaźna Czuba (slowakisch Piargová veža) – 2095 m ü.N.N,
- Bergpass Wrota Chałubińskiego (slowakisch Chałubińského brána) – 2022 m ü.N.N.

## Etymologie
Der Name Szpiglasowa Grań lässt sich als Szpiglasowy Grat übersetzen. Der Name leitet sich von dem höchsten Gipfel im Massiv, dem Szpiglasowy Wierch, ab.

## Flora und Fauna
Die Szpiglasowa Grań ist Rückzugsgebiet für  Gämsen, Murmeltiere und Steinadler. Man findet auf ihr alpine Vegetation.

## Tourismus
Auf den Bergpass Wrota Chałubińskiego führt ein grün markierter Wanderweg als Abzweigung des gelb markierten Wanderwegs Ceprostrada von der Berghütte Schronisko PTTK nad Morskim Okiem am Bergsee Meerauge. Der Gipfel Szpiglasowy Wierch ist ebenfalls über eine Abzweigung der Ceprostrada erreichbar. Auf dem Grat selbst verläuft ein nicht markierter Wanderweg, der nicht ohne Genehmigung der Nationalparkverwaltung begangen werden darf. Der Kammweg ist entgegen dem ersten Anschein kein einfacher Höhenweg. Er wurde erst am 27. Juli 1966 in seiner ganzen Länge von Janusz Mączek begangen. Danach kam es zu mehreren tödlichen Unfällen auf ihm, so dass der Weg als Folge geschlossen wurde.

## Belege
- Zofia Radwańska-Paryska, Witold Henryk Paryski, Wielka encyklopedia tatrzańska, Poronin, Wyd. Górskie, 2004, ISBN 83-7104-009-1.
- Tatry Wysokie słowackie i polskie. Mapa turystyczna 1:25.000, Warszawa, 2005/06, Polkart, ISBN 83-87873-26-8.